# Age of Empires Online
Age of Empires Online (zkráceně AoEO) je počítačová hra žánru historické realtimeové strategie, která vyšla 16. srpna 2011 s digitální distribucí. Původně byla vyvíjena týmem Robot Entertainment, ale 24. února 2011 bylo oznámeno, že ji dále bude vyvíjet tým Gas Powered Games, kteří vytvořili Supreme Comander. Hru vydal Microsoft. Oficiální podpora hry skončila 1. července 2014, hra je ale nadále hratelná přes fanouškovský server zvaný „Project Celeste“.

## Hra a herní prostředí
Age of Empires Online představuje, co se hratelnosti týče, standard her v sérii Age of Empires. Byla ale přidána domovská města po vzoru Age of Empires III a ostatních MMO her, která reprezentují hráčův postup hrou. Hra je zasazena do období starověku rovněž jak první díl Age of Empires a také Age of Mythology. Ve hře lze hrát za starověké Řecko, Egypt, Persii, Kelty, Babylon, Seveřany a posléze taky Římskou říši. Každá civilizace je po stylu Age of Mythology kompletně odlišná.

## Civilizace
První tři civilizace mají také vlastní příběhovou kampaň, ostatní začínají na levelu 20 (jedná se o původně placené civilizace) a mají přístup jenom k společným kampaním a misím.

### Řekové
Standardní civilizace postavena na vzoru té z Age of Mythology, jenom bez mytických postav.

### Egypťané
Egypťané jsou totéž podobní těm z Age of Mythology. Jejich dělníci jsou méně produktivní, avšak po osvitu budovy mnichem se rychlost těžby suroviny zvýší. Jejich stavby vyžadují převážně dřevo a mají laciné jednotky. Útoční sloni a válečné vozy z nich činí silné oponenty v pozdější fázi hry.

### Keltové
Kelti jsou civilizace zaměřená na pěchotu. Chybí jim silnější obléhací jednotky, ovšem dokážou budovat doly, které chrání dělníky uvnitř. Také dokáží přivolat jeleny, které následně mohou obětovat pro větší účinnost vojáků a budov.

### Peršané
Peršané se orientují na lukostřelbu. Jejich speciální jednotkou jsou Nesmrtelní, kteří dokážou bojovat na blízko i na dálku. Kromě toho jejich sýpky ošetřují raněné a ve speciální budově mohou měnit vyzkoumané technologie jako Američané v Conquer & Conquest: Generals.

### Babyloňané
Babylon je postaven na silné ekonomice. Jejich sýpky jsou tažené voly, a taktéž mohou stavět visuté zahrady, které samy generují suroviny. Další éry jsou zkoumány v zikkuratech a ne městské hale, jak je tomu v Age of Empires zvykem. Jejich nejsilnější vojenské jednotky jsou kavalerie.

### Seveřané
Seveřané jsou poslední z oficiálních národů. Jejich inspirací je znova Age of Mythology, ovšem přišli o mobilní sýpky, či trpasličí dělníky. Místo toho staví dlouhé domy, které poskytují větší populaci a chrání dělníky uvnitř. Jde o civilizaci zaměřenou na rychlý, převažně pěchotní boj. Pěchota dokáže stavět budovy. Na počátku hry mají k dispozici dva průzkumníky, kteří dokážou stavět kasárna a vyhlídkové věže s vojenskými psy. 

## Vývoj
Age of Empires Online, pod pracovním názvem Projekt S, měla být první vyvinutou hrou společnosti Robot Entertainment. Tu založili bývalí zaměstnanci Ensemble Studio, jež vytvořila celou sérii Age of Empires. Hra byla oficiálně oznámená 16. srpna 2010. 24. února 2011 bylo oznámeno na facebookové stránce Chrise Taylora, že vývoj převzala Gas Powered Games.
Hra byla komerčně neúspěšná kvůli malému množství startovacího obsahu a drakonické monetizaci přídavků. Tvůrci z Gas Powered Games se pokusili o nápravu, nicméně hra nikdy nenabyla původního počtu hráčů. Oficiální vývoj skončil 1. července 2014. Hry se pak chopily řady fanoušků, kteří vytvořili plně offline verzi hry s názvem Project Celeste. Posléze se jim podařilo také zprovoznit náhradní server pro hru, ze kterého z právních a morálních důvodů odstranili veškerou monetizaci. Dnes do hry aktivně přibývá nový obsah, včetně práce na nových kampaních a nedokončené civilizaci, Římanech.